# Critérium Internacional de 2010
O Critérium Internacional de 2010 disputou-se entre 27 e 28 de março, sobre um traçado de 258,2 km divididos em 3 etapas em 2 dias, em Porto-Vecchio (Córsega do Sul) e seus arredores.
A prova pertenceu ao UCI Europe Tour dentro da categoria 2.hc (máxima categoria destes circuitos).
Entre as novidades desta edição destacou o abandono da zona habitual onde se disputava nos anteriores anos, que era Charleville-Mézières, se disputando esta edição em Córsega, também que a etapa de montanha passa em media-montanha a alta montanha e que esta se disputou no primeiro dia deixando a etapa plana para o segundo dia pela manhã.
Tomaram parte na carreira 18 equipas: 10 de categoria UCI Pro Team (Team HTC-Columbia, Astana, Team RadioShack, Ag2r-La Mondiale, Garmin-Transitions, FDJ, Sky Professional Cycling Team, Caisse d'Epargne e Euskaltel-Euskadi); 6 de categoria Profissional Continental (BMC Racing Team, Cofidis, le Crédit en Ligne, Bbox Bouygues Telecom, Saur-Sojasun, Skil-Shimano e Vacansoleil Pro Cycling Team); e 2 franceses de categoria Continental (Roubaix Lille Metropole e Bretagne-Schuller). Formando assim um pelotão de 138 ciclistas, com 8 corredores a cada equipa (excepto a Ag2r-La Mondiale e Garmin-Transitions que saíram com 7 e a Cofidis, le Crédit en Ligne e FDJ que saíram com 6), dos que acabaram 112; com 110 classificados depois das desclassifições de Thomas Frei e Mickael Larpe por dopagem.
O ganhador final foi Pierrick Fédrigo (quem também fez-se com a classificação por pontos) depois de fazer com a etapa de montanha conseguindo uma vantagem suficiente como para alçar com a vitória. Acompanharam-lhe no pódio Michael Rogers e Tiago Machado (quem também fez-se com a classificação dos jovens), respectivamente.
Nas outras classificações secundárias impuseram-se Pierre Rolland (montanha) e RadioShack (equipas).

## Etapas
| Etapa | Data        | Percurso                        | km        | Ganhador         | Líder            |
| ----- | ----------- | ------------------------------- | --------- | ---------------- | ---------------- |
| 1ª    | 27 de março | Porto-Vecchio-Col de l’Ospedale | 175,5     | Pierrick Fédrigo | Pierrick Fédrigo |
| 2ª    | 28 de março | Porto-Vecchio-Porto-Vecchio     | 75        | Russell Downing  | Pierrick Fédrigo |
| 3ª    | 28 de março | Porto-Vecchio-Porto-Vecchio     | 7,7 (CRI) | David Millar     | Pierrick Fédrigo |

## Classificações finais
| \| 1. \| Pierrick Fédrigo \| 7h 11' 59" \| \| 2. \| Michael Rogers \| + 14" \| \| 3. \| Tiago Machado \| + 15" \| \| 4. \| Samuel Sánchez \| + 19" \| \| 5. \| David Millar \| m.t. \| \| 6. \| Cadel Evans \| + 22" \| \| 7. \| Christopher Horner \| + 25" \| \| 8. \| Maxime Monfort \| + 26" \| \| 9. \| Ben Hermans \| + 35" \| \| 10. \| Beñat Intxausti \| + 39" \| |                    |            |
| 1. | Pierrick Fédrigo   | 7h 11' 59" |
| 2. | Michael Rogers     | + 14"      |
| 3. | Tiago Machado      | + 15"      |
| 4. | Samuel Sánchez     | + 19"      |
| 5. | David Millar       | m.t.       |
| 6. | Cadel Evans        | + 22"      |
| 7. | Christopher Horner | + 25"      |
| 8. | Maxime Monfort     | + 26"      |
| 9. | Ben Hermans        | + 35"      |
| 10. | Beñat Intxausti    | + 39"      |

| \| 1. \| Pierrick Fédrigo \| 25 p. \| \| 2. \| David Millar \| 15 p. \| \| 3. \| Russell Downing \| 15 p. \| |                  |       |
| 1. | Pierrick Fédrigo | 25 p. |
| 2. | David Millar     | 15 p. |
| 3. | Russell Downing  | 15 p. |

| \| 1. \| Pierre Rolland \| 12 p. \| \| 2. \| Cedric Pineau \| 10 p. \| \| 3. \| Dimitri Champion \| 8 p. \| |                  |       |
| 1. | Pierre Rolland   | 12 p. |
| 2. | Cedric Pineau    | 10 p. |
| 3. | Dimitri Champion | 8 p.  |

| \| 1. \| Tiago Machado \| 7h 12' 14" \| \| 2. \| Ben Hermans \| + 20" \| \| 3. \| Beñat Intxausti \| + 24" \| |                 |            |
| 1. | Tiago Machado   | 7h 12' 14" |
| 2. | Ben Hermans     | + 20"      |
| 3. | Beñat Intxausti | + 24"      |

| \| 1. \| RadioShack \| 21h 37' 12" \| \| 2. \| Caisse d'Epargne \| + 1' 19" \| \| 3. \| HTC-Columbia \| + 1' 29" \| |                  |             |
| 1. | RadioShack       | 21h 37' 12" |
| 2. | Caisse d'Epargne | + 1' 19"    |
| 3. | HTC-Columbia     | + 1' 29"    |